# La balsa
«La balsa» es una canción reconocida por la interpretación del grupo musical Los Gatos. Es considerada la canción fundadora del llamado «rock nacional» argentino y una de las primeras y más influyentes del rock en español.[cita requerida]
Fue compuesta en la madrugada del 2 de mayo de 1967 por Litto Nebbia y Tanguito (José Alberto Iglesias)  en el baño de caballeros de la bar La Perla del Once, ubicada en la esquina de las avenidas Rivadavia y Jujuy, en la ciudad de Buenos Aires.
Los Gatos la grabaron el 19 de junio y fue lanzada el 3 de julio de 1967, superando las 250 000 copias vendidas y desatando en Argentina el furor juvenil por el rock en español. Ha sido considerada por la Revista Rolling Stone y la cadena MTV como la mejor canción del rock argentino de todos los tiempos.[cita requerida]

## La letra
La letra habla de un joven que está «muy solo y triste» en un mundo abandonado («acá en este mundo abandonado») y que quiere ir a un lugar deseado («al lugar que yo más quiera»). Como a ese lugar no puede llegar caminando, precisa construir una balsa. Una vez lista la balsa, el joven promete partir «hacia la locura» e irse «a naufragar».
Como con muchos otros temas del rock & pop nacional e internacional, ha sido habitual sugerir que "La balsa" tiene un «mensaje encubierto» referido al consumo de drogas ilegales. Lo cierto es que en Buenos Aires, en la segunda mitad de los años sesenta, las anfetaminas eran la única droga más o menos disponible para los estudiantes y músicos roqueros y que al año siguiente de componer "La balsa" Tanguito, uno de sus autores, adquirió una seria adicción a las drogas que lo dañó tanto personal como artísticamente y jugó un papel importante en su desequilibrio mental y finalmente su muerte. Luis Alberto Spinetta ha dicho que:

Tanguito es un compositor maravilloso, cuya única desgracia fueron las malas compañías que lo llevaron a las drogas hasta que éstas lo aniquilaron.

Pero también es cierto que para toda una generación de jóvenes que adhirieron al sentido ético y estético propuesto por "La balsa", para quienes la canción no estaba relacionada con las drogas, sino con la libertad y el deseo de seguir un camino propio, distinto del que habían trazado sus padres para ellos. A diferencia de lo que sucedió en el movimiento rock norteamericano o británico, las drogas ilegales tuvieron un lugar marginal en el movimiento juvenil argentino de los años 60 y 70, más orientado a la revolución sexual (sobre todo contra la tradicional doble moral sexual diferenciada para varones y mujeres) y a las pautas sobre presentación personal.
Como ha contado Litto Nebbia, coautor del tema, inicialmente Tanguito había propuesto iniciar una canción con la frase «estoy muy solo y triste en este mundo de mierda». Se trataba de una expresión contundente, característica del espíritu del movimiento juvenil roquero en su etapa contracultural, iniciada mundialmente con el encuentro entre The Beatles y Bob Dylan el 28 de agosto de 1964 y que estaba a punto de estallar unas semanas después en Estados Unidos, con el Verano del amor que dio nacimiento al movimiento hippie.
La cruda frase inicial de Tanguito fue modificada por Litto Nebbia para establecer la definitiva: «Estoy muy solo y triste acá, en este mundo abandonado».

Él escribió el comienzo: «Estoy muy solo y triste acá en este mundo de mierda». Le saqué eso porque no me gustaba. Para qué, si ya sabemos que es un mundo de mierda, ¿no? No me gusta decir «puta madre» así porque sí (Litto Nebbia)

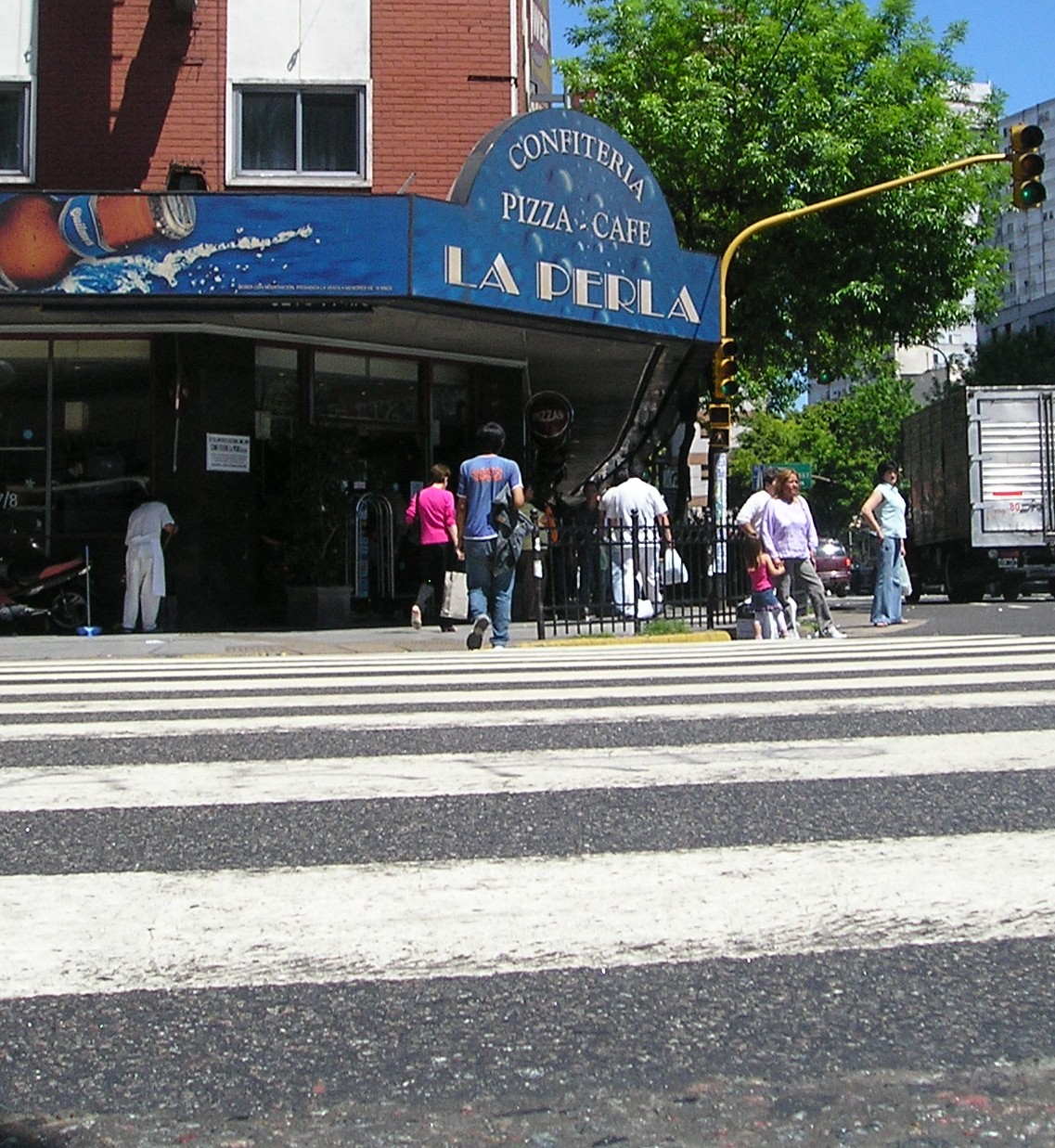
«En la Perla del Once compusiste "La balsa"». Bar de trasnoche donde terminaban «naufragando» los primeros músicos de rock argentino. Una placa colocada en la puerta dice: «Lugar frecuentado por jóvenes músicos en la década del sesenta que gestaron las primeras composiciones del rock nacional».

La idea fuerza de la canción es «irse a naufragar»; la balsa es el medio para ello. En la canción, «naufragar» está asociado a ir «al lugar que yo más quiera». La idea de «naufragar» será muy fuerte en los orígenes del rock argentino. Ciro Fogliatta, tecladista de Los Gatos, quien estuvo presente cuando Nebbia y Tanguito daban forma a La balsa, dijo al respecto:

Era la época del naufragio, donde podías ir a parar, ibas... Primero era en bares, cuando la cosa se puso muy pesada, terminó en la plaza Francia, se empezó a ir a casas.

En sentido similar Pablo Schanton reflexiona:

Naufragar... La palabra clave de "La balsa" resumía un programa generacional. Existen varias versiones de cómo este término náutico se vuelve el «ábrete sésamo» del rock argentino en 1967... Para Lernoud, en esa idea de flotación y deriva resuena Mañana nunca se sabe (del Revolver beatle, 1966) con su «Apagá tu mente, relajate/ y flotá corriente abajo». «Naufragar es quemar los días, charlar incansablemente en un café, salir de la rutina, quebrar las barreras del tiempo», explicaba Nebbia. Para Zaguri, tras "La balsa" está "La barca", bolero donde José Feliciano cantaba: «Tu barca tiene que partir/ a otros mares de locura/ cuida que no naufrague en tu vivir». El proyecto era propagar el naufragio como forma de vida.

El término fue tan importante que aquellos primeros roqueros se denominaron a sí mismos «náufragos».
En 1968 esta denominación fue tomada como nombre propio por uno los primeros grupos del rock argentino, Los Náufragos (Pajarito Zaguri, Quique Villanueva, con producción de Francis Smith) haciendo eje también en la idea de «naufragar» como representativa del movimiento juvenil. Uno de sus principales éxitos fue precisamente Vuelvo a naufragar. Allí el término está asociado con la vida hippie, de bar en bar, tocando música, fuera del rumbo tradicional (estudiar-trabajar-casarse): a la deriva.
La "balsa" ocupa un lugar muy importante en la mente de los autores, al punto de constituir el título de la canción. Según se desprende de la letra de la misma. La importancia de la balsa deriva del hecho de que no es posible ir caminando a «ese lugar» deseado, sino que se necesita un medio especial para hacerlo, precisamente una balsa. De este modo la balsa aparece como el instrumento necesario para poder naufragar.
El estribillo está referido al material necesario para construir la balsa, «madera», que debe conseguirse en gran cantidad y «de dónde pueda».

Tengo que conseguir mucha madera,
tengo que conseguir de donde pueda.

Finalmente el joven que habla desde la canción, dice a los oyentes que cuando termine su balsa, partirá «hacia la locura», es decir que se irá «a naufragar», y parece invitar a los todos los jóvenes a hacer lo mismo, cuando cierra repitiendo: «a naufragar, a naufragar, a naufragar».

## La música
La música de "La balsa" es un mestizaje de las melodías simples, directas y bluseras de Tanguito, con las melodías y armonías que caracterizarían a Litto Nebbia que, con un formato abiertamente beat, combinaba influencias de la bossa nova (la armonía del principio es similar a la de «Garota de Ipanema», de Antonio Carlos Jobim), el tango y el jazz. En tanto en el arranque del canto es posible reconocer claramente el estilo rudo de Tanguito, el estribillo no oculta la influencia de la bossa nova y las sutilezas melódicas y armónicas de los temas de Nebbia.
Hay dos versiones básicas, interpretadas por cada uno de los autores:
- la versión de Los Gatos liderados por Litto Nebbia, grabada en 1967, que se convirtió en éxito masivo juvenil y fundó lo que se conoce como rock nacional argentino.
- la versión de Tanguito, grabada en el sello Mandioca en una sesión improvisada, entre 1969 y 1970 y publicada luego de su muerte en el álbum Tango (1973).

La versión de Los Gatos se inicia con un atrapante riff de guitarra, reforzado por un riff de bajo y armonías agresivas de órgano, que impulsó a una generación de guitarristas aficionados argentinos, a tocar rock en español.
La canción es cantada por Litto Nebbia sin coros, con cámara de ecos, y eventuales fraseos de guitarra eléctrica en contrapunto con el canto. Promediando el tema se ejecuta un solo de órgano interpretado por Ciro Fogliatta, que ocupa el espacio del solo de guitarra eléctrica característico de las canciones beat de los años 60. El final incorpora una breve melodía disonante, característica de la bossa nova, con una combinación Sol#menor-Fa#menor repetida tres veces, para acompañar el «a naufragar, a naufragar, a naufragar», cantado a manera de invitación con que el tema cierra.
La versión de Tanguito, es cerradamente blusera, casi trágica, sacándole el ritmo de bossa nova que caracteriza a la versión de Litto Nebbia y Los Gatos. Notablemente, la festiva invitación «a naufragar» del cierre, se transforma en la versión de Tanguito hasta aparecer como un pedido de socorro en su voz quebrada.

## Los autores

### Litto Nebbia

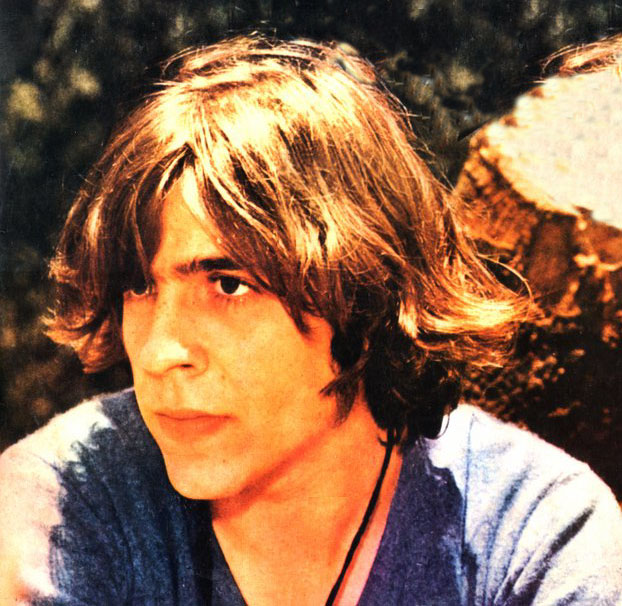
Litto Nebbia, coautor de "La balsa" y líder de Los Gatos. Siguió una exitosa carrera de solista y fundó el sello independiente Melopea.

Litto Nebbia tenía 18 años cuando fue coautor en "La balsa". Había nacido en Rosario (Santa Fe) en 1948. Hijo de músicos de bajos recursos, se crio como músico con varias influencias y trabajó como tal desde que era un niño, abandonando por esa razón el colegio. En 1964, con 16 años, se integró a un grupo de rock llamado inicialmente los Wild Cats, luego traducido a Los Gatos Salvajes, que cantaban en inglés, liderado por Ciro Fogliatta. La banda logró cierto reconocimiento, mudándose a Buenos Aires, debido a un contrato para actuar en el exitoso programa de TV, La Escala Musical. Los Gatos Salvajes lanzaron en 1965 un álbum titulado Bajo la rambla. Ese año se interrumpió el contrato en la televisión y Nebbia decidió quedarse en Buenos Aires, consiguiendo trabajo como bajista en La Cueva, un precario y pequeño salón musical alquilado por el cantante Sandro, que sería convertido en el principal reducto under del rock argentino. Poco a poco Litto Nebbia fue consiguiendo que fueran contratados músicos amigos, hasta que en 1966 era su nuevo grupo, Los Gatos (Litto Nebbia, Ciro Fogliatta, Kay Galifi, Alfredo Toth y Oscar Moro), el que se desempeñaba en La Cueva. Simultáneamente La Cueva comenzó a convertirse en el único sitio roquero de Buenos Aires, volviéndose lugar de concentración de los pocos músicos que por entonces tenía el género.
Luego de componer "La balsa", Litto Nebbia se hizo famoso con Los Gatos y se convirtió en la primera estrella de rock de Argentina. En 1969 inició una exitosa carrera solista. Durante la dictadura militar llamada Proceso de Reorganización Nacional (1976-1983) fue detenido varias veces y amenazado de muerte, por lo que debió exiliarse en México, volviendo al país en 1983 una vez recuperada la democracia. Fundó el sello independiente Melopea. Luego de dejar Los Gatos publicó 78 álbumes.

### Tanguito
José Alberto Iglesias Correa, Tanguito o Ramsés VII, tenía 21 años cuando compuso "La balsa" junto a Litto Nebbia. Había nacido en San Martín, en el cordón industrial de Buenos Aires, en 1945. Hijo de un vendedor ambulante y una empleada de servicio doméstico. Abandonó el colegio y se dedicó a cantar canciones de rock & roll en barrios suburbanos de Buenos Aires. También se destacó como bailarín, de donde obtuvo su sobrenombre.
Llegó a compartir escenario con Sandro y Los de Fuego, los Pick Ups y los Bobby Cats. En 1963 formó una banda de rock, Los Dukes, con quienes ese año grabó un sencillo, interpretando el tema "Decí por qué no querés", de Palito Ortega y Dino Ramos, y otro de su autoría, "Mi Pancha". En 1964 los Dukes sacaron un nuevo sencillo con los temas Carnaval, carnaval de Ball y Roger (en versión castellana y arreglos de Santos Lipesker) y "Maquillada" de Freddie Cora. Aunque los discos fracasaron, Los Dukes tenían un gran éxito en vivo realizando once conciertos por fin de semana. En 1966 abandonó Los Dukes y empezó a frecuentar La Cueva, pasando a ser parte del núcleo básico de músicos que allí se reunía.  Gran fan de Los Iracundos y de su cantante Eduardo Franco, cuenta Billy Bond que en aquellos años de La Cueva, Tanguito cantaba "Iracundo soy" con una media en la cabeza.
Luego de componer "La balsa", Tanguito realizó algunas presentaciones en televisión (Sábados Circulares de Mancera y Sábados Continuados). En 1968 grabó un simple para RCA acompañado por la notable orquesta de Horacio Malvicino, con dos temas propios, "La princesa dorada" (en coautoría con Pipo Lernoud) y "El hombre restante" (en coautoría con Javier Martínez). Salieron a la venta bajo el nombre de "Ramsés VII", pero la placa pasó inadvertida.
Tanguito se hizo gravemente adicto a las drogas, lo que lo llevó a ser reiteradamente detenido y enviado a prisión, al mismo tiempo que se deterioraba su salud mental, llegando a ser internado y sometido a tratamiento de electroshock en la Unidad Penitenciaria del Hospital Borda. Entre 1969 y 1971 el sello independiente Mandioca realizó varias grabaciones desprolijas e improvisadas de interpretaciones de Tanguito acompañado con su guitarra. En 1972 pocas horas después de haber escapado del neuropsiquiátrico, cayó de un tren en Puente Pacífico (Palermo), muriendo a consecuencia de las heridas. En 1973, Mandioca publicó varias de las grabaciones de Tanguito en un álbum póstumo titulado Tango. En 1993 la película Tango feroz: la leyenda de Tanguito terminó de hacer de Tanguito un mito nacional, aunque en gran parte mostrando una imagen muy distorsionada de como era él realmente.[cita requerida]

## Historia y mito

### El 1967

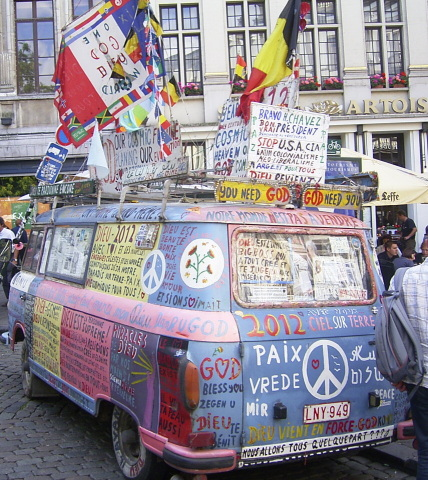
«Paz y amor»: El '67 fue el año del Verano del Amor en EE. UU., del flower power, los hippies y el fomento de las movilizaciones juveniles contra la Guerra de Vietnam.

"La balsa" fue escrita en momentos que en la Argentina se había instalado el 28 de junio de 1966 una dictadura militar de tipo permanente dirigida por el general Juan Carlos Onganía y promovida por Estados Unidos desde la Escuela de las Américas. El período coincide con el inicio de un proceso de protagonismo juvenil (sindical, estudiantil y político) frente a la ausencia de los partidos políticos que habían sido prohibidos. Internacionalmente el panorama estaba dominado por la Guerra Fría y la amenaza nuclear. EE. UU. estaba cada vez más comprometido en la Guerra de Vietnam (1958-1975) y en ese junio de 1967 comenzaba el llamado Verano del Amor que originó el movimiento hippie y juvenil contra la guerra. Finalmente en noviembre de 1966 el Che Guevara iniciaba una guerra de guerrillas en Bolivia que terminaría en derrota y su fusilamiento el 9 de octubre de 1967. En Europa también se incubaban convulsiones juveniles que desembocarían al año siguiente en el llamado Mayo francés de 1968.
En ese contexto los jóvenes argentinos habían sido masivamente sacudidos por el rock psicodélico y la beatlemanía (ese año se lanzó Sgt. Pepper's), la revolución sexual, la televisión y los nuevos medios de comunicación electrónicos y el punto de vista unisex, con el pelo largo de los varones como una de sus exteriorizaciones más evidentes. Comenzaba a ser evidente un conflicto generacional con eje en el rechazo del tango y de la tradicional doble moral sexual. La confrontación contracultural tendría como uno de sus resultados la imposición de un estado de sospecha sobre los jóvenes y del pelo largo, que se concretó en una persecución policial constante.
El rock & pop venía evolucionando desde Sandro y sus letras en español, el programa televisivo de música beat-pop en español del Club del Clan (Palito Ortega, Violeta Rivas, Leo Dan, Johnny Tedesco, etc.) y la llamada «invasión uruguaya», de bandas roqueras de jóvenes uruguayos que realizaban covers de Los Beatles y los Rolling Stones y temas propios de rock en inglés. También debe mencionarse la acción del Instituto Di Tella, promoviendo vanguardias artísticas y culturales que luego confluirían con el rock nacional.
La voz de Litto Nebbia presenta similitudes al estilo de Eduardo Franco, cantante de Los Iracundos, quizá por la época una de las bandas más famosas, con quienes Litto tenía una muy buena amistad, incluso en su época hubo gente que creyó que el tema pertenecía a Los Iracundos, por la impronta musical de la canción.

### Entre la Cueva y la Perla

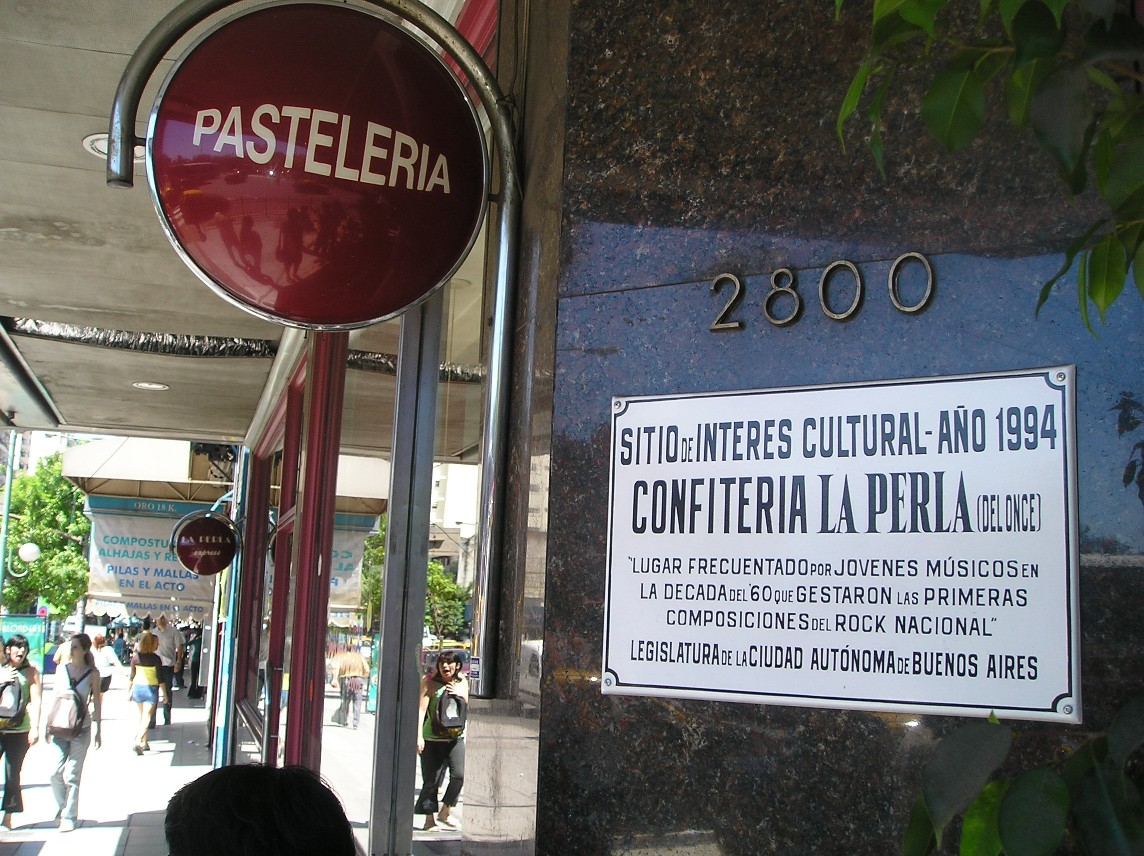
La Perla (del Once). Rivadavia 2800. Sitio de interés cultural. Allí se reunían los músicos que crearon el rock nacional.

En esas condiciones brotaron un puñado de músicos roqueros que se concentraron en Buenos Aires y empezaron a empujar para hacer un lugar para su arte. Ese grupo tuvo su epicentro en el triángulo formado por un precario local musical nocturno llamado La Cueva, el Instituto Di Tella (Florida 900) y Plaza Francia. Algunos de esos grupos y músicos pre-balsa fueron: Los Gatos Salvajes (Litto Nebbia, Ciro Fogliatta), The Seasons (Carlos Mellino, Alejandro Medina), Los Beatniks (Javier Martínez, Pajarito Zaguri, Mauricio Birabent), Los In (Francis Smith), Miguel Abuelo, Tanguito, Pappo, Oscar Moro y los periodistas y poetas fundacionales del rock Pipo Lernoud y Miguel Grinberg.
Por las noches, cuando terminaban las funciones en La Cueva, los roqueros iban a amanecer a las plazas o a los bares que permanecían abiertos toda la noche.

Cuando salíamos de La Cueva, si era verano nos íbamos a una plaza, y si era invierno nos íbamos a un bar, y nos quedábamos hasta las 8 de la mañana. En esas guitarreadas yo cantaba mis canciones y Moris, Javier y Tango cantaban las suyas. Esa época fue bastante parecida a la del tango.

Entre esos bares estaba la pizzería La Perla (del Once), frente a Plaza Miserere, en la esquina de las avenidas Rivadavia y Jujuy. El lugar era un punto de encuentro habitual porque estaba a la vuelta de la pensión Santa Rosa en la que vivían Litto Nebbia y otros siete músicos (entre ellos Ciro Fogliatta y Kay Galifi), sobre Rivadavia. En la zona vivía Alejandro Medina (futuro Manal), también sobre Rivadavia pero algunas cuadras hacia el oeste.

En La Perla siempre había un silencio total, como si fuera una biblioteca pública. Asistían sólo jóvenes estudiantes a preparar sus materias, así que el lugar no cerraba en toda la noche y siempre estaba lleno.
Litto Nebbia.

Íbamos a los baños a tocar la guitarra, porque aunque olía mal, la acústica era fantástica.
Daniel Irigoyen.

Otro que recuerda las reuniones de La Perla es Pipo Lernoud, el poeta beat de esa primera generación:

Se llegaba a La Perla al salir de La Cueva, caminando lo más derecho posible hacia la izquierda unas 20 cuadras. En ese lugar se armaba una cosa muy caliente. Todo el mundo traía su cuadernito, su libretita, sus papelitos donde tenía anotado algo: una canción o una frase que había leído. No era que nos sentábamos y nos quedábamos callados. Era todo el tiempo divague, conversar y mostrar lo que teníamos escrito.

### La madrugada del «rock nacional»
La madrugada del 2 de julio de 1967, Tanguito le dijo a Litto Nebbia que tenía el esbozo de una canción; ambos estuvieron en el baño de caballeros del bar la Perla del Once y allí compusieron la canción.
Musicalmente, La balsa está compuesta de dos partes principales unidas por un puente y un final. Tanguito aportó la dura frase inicial («estoy muy solo y triste en este mundo de mierda»), que luego fue morigerada. También aportó la estructura musical y temática elemental del cuerpo principal, incluyendo las nociones de «balsa», «naufragar» y «locura», inspirado en el bolero La barca de José Feliciano.
Litto Nebbia aportó el puente
(«Tengo que conseguir mucha madera») y el final («a naufragar, a naufragar, a naufragar»), así como una mayor complejidad de la melodía y de las armonías inspiradas en la bossa nova que conocía bien (especialmente Tom Jobim), así como el riff tan característico del tema.
Hay cierto consenso también en que no fue el resultado de una sola noche, sino de un trabajo de varios días, en el que ambos (sobre todo Litto Nebbia) fueron pensando en el tema por separado, hasta que lo concretaron en el baño de la pizzería en una noche final.

### La leyenda negra de «La balsa»
Se ha discutido mucho y se sigue discutiendo «quién hizo qué» al componer La balsa.
Según Litto Nebbia, Tanguito solo aportó la primera frase («estoy muy solo y triste en este mundo de mierda») y él compuso el resto de la letra y la música, además de cambiar parcialmente la frase creada por Tanguito.

Tanguito me dice que vayamos al baño porque quiere mostrarme un comienzo que tiene y no sabe como seguir... Esto debido a que le impresionaba que yo manejaba muchas cosas de armonía y el solo tocaba en un tono (el Mi). Allí me muestra ese comienzo y yo tomo la guitarra y sigo la letra y la música hasta completarla.

Sin embargo otros testigos, como Javier Martínez (futuro Manal) o Pajarito Zaguri (futuro Los Náufragos y La Barra de Chocolate) han sostenido que el aporte de Tanguito fue mucho mayor que el que reconoce Nebbia.
Javier Martínez y Jorge Álvarez (productor del sello Mandioca) fueron quienes originaron la leyenda negra de que La balsa era obra exclusiva de Tanguito y que Litto Nebbia se había aprovechado de él. Eso sucedió en 1973, luego de la muerte de Tanguito, cuando el sello Mandioca lanzó el álbum Tango, una recopilación de grabaciones realizadas en forma descuidada entre 1969 y 1971, acompañado solo con su guitarra. El último tema del álbum era, precisamente, la angustiosa versión de Tanguito de La balsa. Pero en el registro Jorge Álvarez decidió incluir también la voz de Javier Martínez incitando a Tanguito a cantar La balsa (a lo que este primero se niega), diciendo «la balsa es tuya» y repitiendo varias veces de manera extrañamente rítmica, casi como si fuera un coro hablado de la canción: «en el baño de la Perla del Once compusiste La balsa». La frase terminó de ser inmortalizada por León Gieco al incluirla en su exitoso tema Los Salieris de Charly.
Años después Martínez se arrepintió de haber dado lugar a la confusión que originó el mito:

El periodismo y el mundo del espectáculo funcionan con controversias, y por eso se malinterpretó aquella frase que dije en el disco de Tango, En el baño de la Perla del Once compusiste La balsa. No quise decir que él fuera el único autor; ése es un mito. La verdad de la milanesa es que la escribieron los dos, Nebbia y Tango, y yo fui testigo presencial en una mesa de La Perla. Tango le mostró la primera parte a Litto, y al día siguiente él trajo el resto. Así se parió La balsa.

Sin embargo la leyenda negra ya había adquirido vida propia y fue además masivamente potenciada mediante la exitosa película Tango feroz: la leyenda de Tanguito (1993) de Marcelo Piñeyro que, muy cuestionada en su relato histórico, adoptó la versión y cristalizó el mito de Tanguito como único autor de La balsa. Antes de realizar la película, Piñeyro tuvo un duro enfrentamiento con Litto Nebbia, debido a que este se negó a ceder el tema de La balsa para la película.
Pajarito Zaguri, uno de los músicos fundadores del rock argentino y habitué de La balsa, ha contado que él y Tanguito habían escuchado el bolero La barca cantado por José Feliciano y que el mismo influyó notablemente la creación de Tanguito y Nebbia, tanto en el título como varias partes de la letra:

¿Sabés de donde sacó Tango la idea de La balsa? Un día que en la radio pasaban el bolero de José Feliciano La barca. De repente, Tango dijo: «Lindo, ¿eh?». Se había pegado con la canción.
Víctor Pintos (1993): Tanguito, la verdadera historia. Buenos Aires: Planeta.

Efectivamente, como puede verse en la letra parcialmente citada a continuación, el bolero La barca tiene notables coincidencias con La balsa que permiten comprender la transferencia creativa realizada por Tanguito:

Hoy mi playa se viste de amargura
porque tu barca tiene que partir
a cruzar otros mares de locura
cuida que no naufragues tu vivir.

La difusión de la leyenda negra sobre La balsa, llevó a que Litto Nebbia padeciera una especie de maldición, negándose por décadas a tocar el tema. De este modo y paradójicamente, ninguno de sus autores pudo disfrutar plenamente el hecho de haber compuesto una canción que cambió la historia del rock en español y la cultura argentina.

### Grabación y éxito: «La balsa», el tema del verano

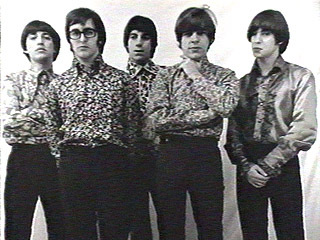
Los Gatos en 1967: De izquierda a derecha: Ciro Fogliatta (órgano), Kay Galifi (guitarra), Oscar Moro (batería), Litto Nebbia (voz, armónica y pandereta) y Alfredo Toth (bajo). La balsa (1967) fue su primer simple, desatando una fiebre juvenil masiva por el rock en español.

Cuando Tanguito y Litto Nebbia compusieron La balsa, Los Gatos, que eran quienes en realidad estaban contratados para tocar como banda permanente en La Cueva, no habían grabado aún ningún disco. Litto presentó el tema a la banda y a los productores de RCA, quienes aceptaron grabar un disco simple, con La balsa como lado A. En el lado B se decidió grabar Ayer nomás, de Moris y Pipo Lernoud. Litto Nebbia modificó las letras de ambos temas para morigerarlos, algo que algunos críticos han cuestionado, pero que otros, así como los músicos involucrados, han defendido como parte de una actitud, entonces indispensable, para sacar al rock argentino del lugar marginal en el que estaba y transformarlo en un fenómeno masivo. El disco consignaba que La balsa era un tema de Litto Nebbia y Ramsés VII, este último el nombre artístico adoptado por Tanguito.

El 3 de julio de 1967, día considerado de nacimiento del rock argentino, RCA lanzó el simple al mercado. El disco fue un éxito extraordinario, vendiendo más de 250.000 copias. La cantidad es impresionante si se compara con las ventas de otros discos de rock cantado en español en esos años, como Rebelde de los Beatniks que no superó los 600 discos vendidos. El consenso general hasta ese momento era que el rock solo gustaba si era cantado en inglés.
Pocos meses después Los Gatos lanzaban su primer álbum, con todos temas de rock en español compuestos por Litto Nebbia, encabezado por La balsa, y que incluía también dos temas que se volvieron éxito: Ayer nomás y El rey Lloró.
El éxito de ventas pronto abrió las puertas de la televisión y Los Gatos, con Litto Nebbia a la cabeza, se volvieron "rock stars". También por entonces Tanguito cantó varios temas, entre
ellos La balsa, en Sábados circulares de Mancera, uno de los programas de mayor difusión de la televisión argentina. Poco después La balsa se constituía en el tema del verano 1967/1968.
En los siguientes tres años Los Gatos sacarían cinco álbumes, que incluirían muchos otros éxitos del rock argentino, como Los Payasos no Saben Reír, Viento Dile a la Lluvia, Seremos Amigos, La Chica del Paraguas, Mañana, Eres un hada al fin, Sueña y Corre, El Otro Yo del Sr. Negocios, Soy de Cualquier Lugar, Escúchame, alúmbrame, Rock de la mujer perdida, Mujer de Carbón.

## Influencia
Con Emilio estábamos frente al televisor, un sábado a la tarde, cuando escuchamos La balsa. Enseguida dijimos "¡pero estos pibes son impresionantes...seamos hippies desde mañana mismo!"

Luis Alberto Spinetta

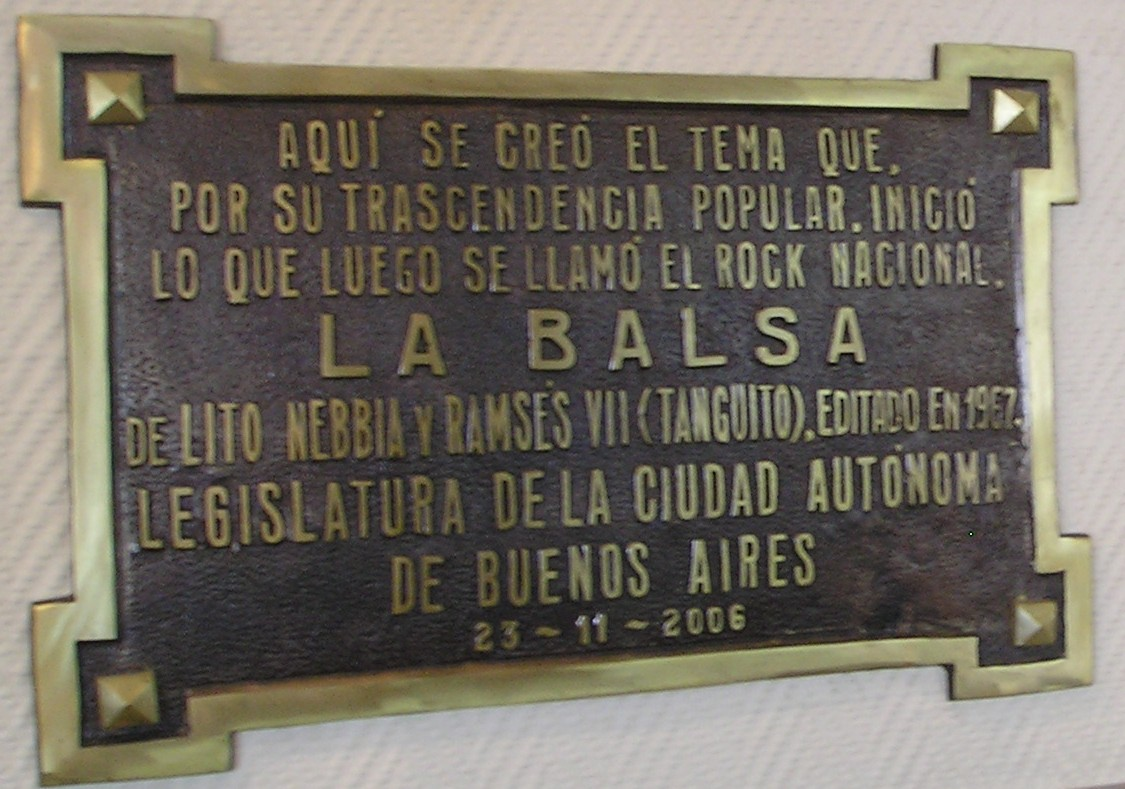
«Aquí se creó el tema que por su trascendencia popular inició lo que luego se llamó el rock nacional». Placa recordatoria colocada en la Perla del Once, en el pasillo que lleva al baño de caballeros donde Litto Nebbia y Tanguito compusieron La balsa

La audacia de grabar un rock en español (en «argentino») cuando todo el mundo decía que sonaba mal, y el éxito inmediato que recibió el disco, produjo un fenómeno de retroalimentación entre el público juvenil y los roqueros, que llevó a una revolución cultural: el «rock nacional». Lo que entonces se llamó en Argentina «rock nacional» no era simplemente cantar rock en el país o hacerlo en español, sino fundamentalmente adoptar una posición novedosa, una actitud proactiva hacia el rock, que fuera capaz de fecundarlo creativamente con características estéticas y temáticas propias y reconocibles. A diferencia del rock internacional, con artistas y letras inaccesibles para los jóvenes argentinos, el rock nacional era un rock de la esquina, cercano, que hablaba de personas, plazas, calles y sentimientos idénticos a los de los jóvenes que eran su público, con artistas que se podían tocar y que conocían a los jóvenes para quienes componían y tocaban. Uno y otro, el rock internacional y el nacional, se conectaron estrechamente y complementaron, hasta conformar una cultura juvenil que iba de la esquina al mundo y viceversa. Por esta razón el «rock nacional», en Argentina, fue entendido y desarrollado como un fenómeno masivo, no marginal; capaz de convocar y expresar a una generación entera y no solo a un reducido grupo de jóvenes con gustos curiosos.
A diferencia de lo que sucedió en la mayor parte del mundo de habla no inglesa, el movimiento contracultural roquero que arrasó el mundo, fue vivido por la juventud argentina en dos lenguajes simultáneos. En esa dualidad, el rock internacional aportaba la innovación y la fuerza expresiva de la música y de los códigos mediáticos globales de rebeldía, ya que pocos comprendían las letras y mucho menos el marco cultural que las significaban. Por su parte al rock nacional le correspondió «hablar», conectarse y transmitir los problemas, deseos y lugares cotidianos de toda una generación, en un lenguaje poético-musical propio.
De manera extraña y coherentemente con su propia letra, fue La balsa la que, de la noche a la mañana hizo partir a toda una generación «hacia la locura» sacando al rock de la «cueva» donde estaba encerrado hasta ese momento. Efectivamente, pocos días después del lanzamiento de La balsa, La Cueva fue cerrada, debido al acoso constante de la policía y su precariedad. En realidad su tiempo ya había pasado.
Sin embargo ese salto súbito no se produjo sin debates ni conflictos. Al éxito de La balsa y el estrellato de Los Gatos, siguió un complejo debate sobre «la música comercial». La masividad de la música llevaba también a construir un mercado y este a generar sellos grabadores que introdujeron argumentos comerciales y de difusión al momento de seleccionar bandas, canciones e incluso letras. Esa tensión entre «música comercial» y «música progresiva» sería una constante del rock argentino, al igual que el conflicto con las pretensiones de influir en los contenidos de los sellos grabadores. Precisamente al año siguiente un grupo de jóvenes argentinos creó el sello independiente Mandioca con el fin de escapar de las imposiciones del «negocio de la música». Años después, el propio Litto Nebbia haría lo mismo, durante su exilio en México, al crear Melopea.
La balsa integró un selecto grupo de canciones iniciales del rock argentino, como Viento dile a la lluvia (canción) (Los Gatos), Muchacha (Ojos de papel) (Almendra), Mañana campestre (Arco Iris), Presente (Vox Dei), El oso (Moris), Yo vivo en una ciudad (Pedro y Pablo), Jugo de tomate frío (Manal), entre otras, que no solo fueron difundidas una y otra vez por los medios de comunicación y versionadas por los más diversos artistas, sino que, por sobre todas las cosas, integraron los repertorios del canto colectivo en los fogones y reuniones juveniles, extendiendo su memoria por varias generaciones.
La Perla del Once fue designada como sitio de interés cultural por el gobierno de la ciudad de Buenos Aires en 1994.

## Versiones
La balsa ha sido grabada por diferentes artistas latinoamericanos como el uruguayo Gervasio y la banda chilena Aleste.
Otras versiones grabadas por músicos argentinos: Miguel Abuelo (Álbum – Buen día, día –1984), Los Gatos con Fito Paez (2007), Hilda Lizarazu ( Álbum - Las vueltas de la vida – 2015)

## Hechos relacionados
- Oscar Moro, baterista de Los Gatos, contó la siguiente anécdota sobre el primer día que transmitieron por televisión La balsa:

Después de grabar La balsa nos invitaron a un programa de televisión. Y nosotros estábamos súper mal, no teníamos ni para comer, imaginate si íbamos a tener ropa para ir a la televisión. Entonces nos arreglamos con las pilchas que teníamos. Era un programa que se llamaba Perfecta Lew. Y bueno, entramos al canal llevando nosotros los instrumentos, porque por supuesto que no teníamos plomos. Y yo aproveché para taparme con el bombo un agujero que tenía en el pantalón. Bueno, fuimos a esa irrealidad de sentirnos grandiosos, grabamos el programa con play back, por supuesto, y volvimos a nuestro hotel, a lo de siempre. El programa salía a la semana. Y no teníamos televisor para verlo. Entonces esa tarde salimos a caminar por Rivadavia, y mirábamos en las vidrieras de los negocios donde vendían televisores a ver quién tenía prendido uno. Encontramos uno, pero estaba en Canal 13. Entonces dijimos: vamos a pedirle al vendedor que lo ponga en el 7. Entramos y lo encaramos: Señor, mire, ¿no podría poner ese televisor en Canal 7? Sabe, dentro de un rato vamos a cantar nosotros... y no tenemos un televisor donde verlo. Y querríamos verlo desde la calle. Así que salimos y ahí nos vimos el programa, en la calle, empapados porque llovía.

- Sandro, el primero en cantar rock en español en Argentina cuenta lo siguiente:

Una noche en La Cueva, vino Litto y me dijo: "Che, loco, que te parece este tema?". Siempre hablaba así, decía loco. Y me pasó una canción apoyado en el guardarropa, con la guitarrita. Yo le dije: "Mirá, no está mal, pero no creo que funcione". Opinaba usando mi sentido comercial, claro. Lo que me había hecho escuchar era La balsa.

- Litto Nebbia ha contado esta anécdota referida a la Guerra de Malvinas (1982), quince años después del éxito de La balsa, demostrativa de la masividad y profundidad simbólica que alcanzó en la cultura argentina:

Un sobreviviente del crucero General Belgrano me contó que mientras escapaban del hundimiento del buque en la Guerra de Malvinas, iban a borde de una balsa cantando la canción para sobreponerse al frío y al difícil momento.

## Homenajes
El 3 de julio de 2007 se cumplieron 40 años del lanzamiento de La balsa. La fecha desencadenó una serie de reflexiones alrededor de dos procesos:
- El hecho mismo del lanzamiento de La balsa, su éxito masivo y su significado histórico. La revista Rolling Stone (Argentina) celebrando «el 40.º aniversario de nuestro rock», publicó una lista con Los 100 Mejores Discos del Rock Nacional.[36][37]
- Un repaso de los 40 años del rock argentino. En particular el sitio rock.com.ar realizó un ranking de las 100 mejores canciones del rock argentino, denominado Las 100 de los 40.[38] En este ranking La balsa fue situado en el 5º lugar.

En la ocasión, el Gobierno de la Ciudad de Buenos Aires colocó dos placas en La Perla del Once: una en la puerta de ingreso, declarándola «lugar de interés cultural» y recordando que en ese bar se reunían los jóvenes que dieron origen al rock nacional, y la otra en el pasillo que lleva a los baños, recordando que en ese lugar fue compuesta La balsa, como canción iniciadora del «rock nacional». Los diarios reflejaron ese acto con diversos títulos expresivos: «A 40 años de “La balsa”»: la perla del rock argentino» (diario Clarín); «Otra vez en La Perla» (Página/12),«Ayer nomás compusieron “La balsa”» (Crónica), El grito sagrado del rock nacional (Noticias Argentina).
La ocasión sirvió también para volver a reunir a Los Gatos originales (Litto Nebbia, Ciro Fogliatta, Alfredo Toth y Kay Galifi), con la obvia exclusión de Oscar Moro (fallecido en 2006), simbólicamente reemplazado por dos eximios bateristas: Rodolfo García (ex Almendra) y Daniel Colombres. Tampoco estuvo Pappo, fallecido en 2005, integrado a Los Gatos luego de la grabación de La balsa. Con esta nueva formación Los Gatos realizaron una gira latinoamericana de celebración de los 40 años de La balsa. En este marco de reconocimiento, Litto Nebbia abandonó su tradicional postura de no tocar La balsa, y la banda realizó una nueva versión del tema con participación de Fito Páez.
La nueva versión de La balsa integró la publicación por parte de Sony BMG, de una caja conteniendo los seis álbumes originales de Los Gatos.
Finalmente se publicó el libro La historia de Los Gatos. 40 años de «La balsa», 1967-2007, escrito por Mario Antonelli, con los testimonios de importantes músicos y protagonistas del rock nacional: Rodolfo García, Miguel Cantilo, Roque Narvaja, Andrés Calamaro, Fito Páez, Gonzalo Aloras, Alfredo Rosso, Claudio Kleiman, Marcelo Montolivo, entre otros.